# Bilsäkerhet
Bilsäkerhet är en samlande benämning på olika tekniker som syftar till att förebygga bilolyckor samt minska eller undvika skador på bilars förare och passagerare. Enligt en rapport från WHO 2004, dödas årligen cirka 1,2 miljoner människor i trafiken och cirka 50 miljoner skadas. 

## Olika tekniker
- Krockkudde
- ABS
- Antispinnsystem
- Alkolås
- Säkerhetsbälte